# Decanoato de nandrolona
Decanoato de nandrolona (nomes comerciais Deca-Durabolin, Deca-Durabol, Decaneurabol, Metadec, entre outros) conhecida pela comunidade científica como 19-nortestosterone 17β-decanoate ou 17β-[(1-oxodecyl)oxy]estr-4-en-3-one é um esteroide anabolizante e um éster da nandrolona. Foi introduzida no mercado em 1962. O decanoato de nandrolona é um dos ésteres mais comercializados no mundo da nandrolona. No Brasil, o decanoato de nandrolona é comercializado com o nome de "Deca-Durabolin", produzido pela empresa de fármacos Schering-Plough.